# Thomas Gilman
Thomas Patrick Gilman (Council Bluffs, 28 aprile 1994) è un lottatore statunitense, specializzato nella lotta libera.

## Biografia
E' allenato dall'ex lottatore Cael Sanderson, campione olimpico ai Giochi di Atene 2004.
Ai mondiali di Parigi 2017 ha vinto l'argento nei 57 chilogrammi, perdendo in finale con il giapponese Yūki Takahashi.
Ai mondiali di Budapest 2018 si è classificato al quinto posto.
Ha rappresentato la Stati Uniti ai Giochi olimpici estivi di Tokyo 2020, dove ha vinto la medaglia di bronzo nel torneo dei 57 chilogrammi, dopo aver battuto ai ripescaggi l'uzbeko Gulomjon Abdullaev e nella finale per il terzo gradino del podio l'iraniano Reza Atri. Era stato estromesso dal tabellone principale agli ottavi dal rappresentante di ROC Zaur Uguev, vincitore del torneo.
Ha vinto il titolo iridato ai mondiali di Oslo 2021, superando in finale l'iraniano Alireza Sarlak.

## Palmarès
| Anno | Manifestazione          | Sede        | Evento | Risultato | Note |
| ---- | ----------------------- | ----------- | ------ | --------- | ---- |
| 2011 | Mondiali cadetti        | Szombathely | 54 kg  | 10º       |      |
| 2013 | Mondiali junior         | Sofia       | 55 kg  | 8º        |      |
| 2014 | Mondiali junior         | Zagabria    | 55 kg  | Bronzo    |      |
| 2017 | Mondiali                | Parigi      | 57 kg  | Argento   |      |
| 2018 | Campionati panamericani | Lima        | 57 kg  | Bronzo    |      |
| 2018 | Mondiali                | Budapest    | 57 kg  | 5º        |      |
| 2021 | Giochi olimpici         | Tokyo       | 57 kg  | Bronzo    |      |
| 2021 | Mondiali                | Oslo        | 57 kg  | Oro       |      |

## Altre competizioni internazionali
2017
- Oro nei 57 kg nel Grand Prix of Spain ( Madrid)
- Argento ai Campionati mondiali per club ( Teheran)

2018
- Oro alla Coppa del mondo a squadre ( Iowa City)
- Oro nei 57 kg al RS - Yasar Dogu ( Istanbul)

2019
- Bronzo nei 57 kg al RS - Ivan Yarygin Grand Prix ( Krasnojarsk)
- 15º nei 57 kg al RS - Dan Kolov - Nikola Petrov Tournamen ( Ruse)
- Bronzo nei 57 kg alla Coppa intercontinentale ( Chasavjurt)
- 11º nei 57 kg al Torneo Alany ( Vladikavkaz)

2020
- Oro nei 57 kg al RS - Torneo Matteo Pellicone ( Roma)
- Oro nei 57 kg nel Torneo di qualificazione olimpica ( Ottawa)

2021
- Bronzo nei 57 kg al Grand Prix de France Henri Deglane ( Nizza)